# Paso Hillary

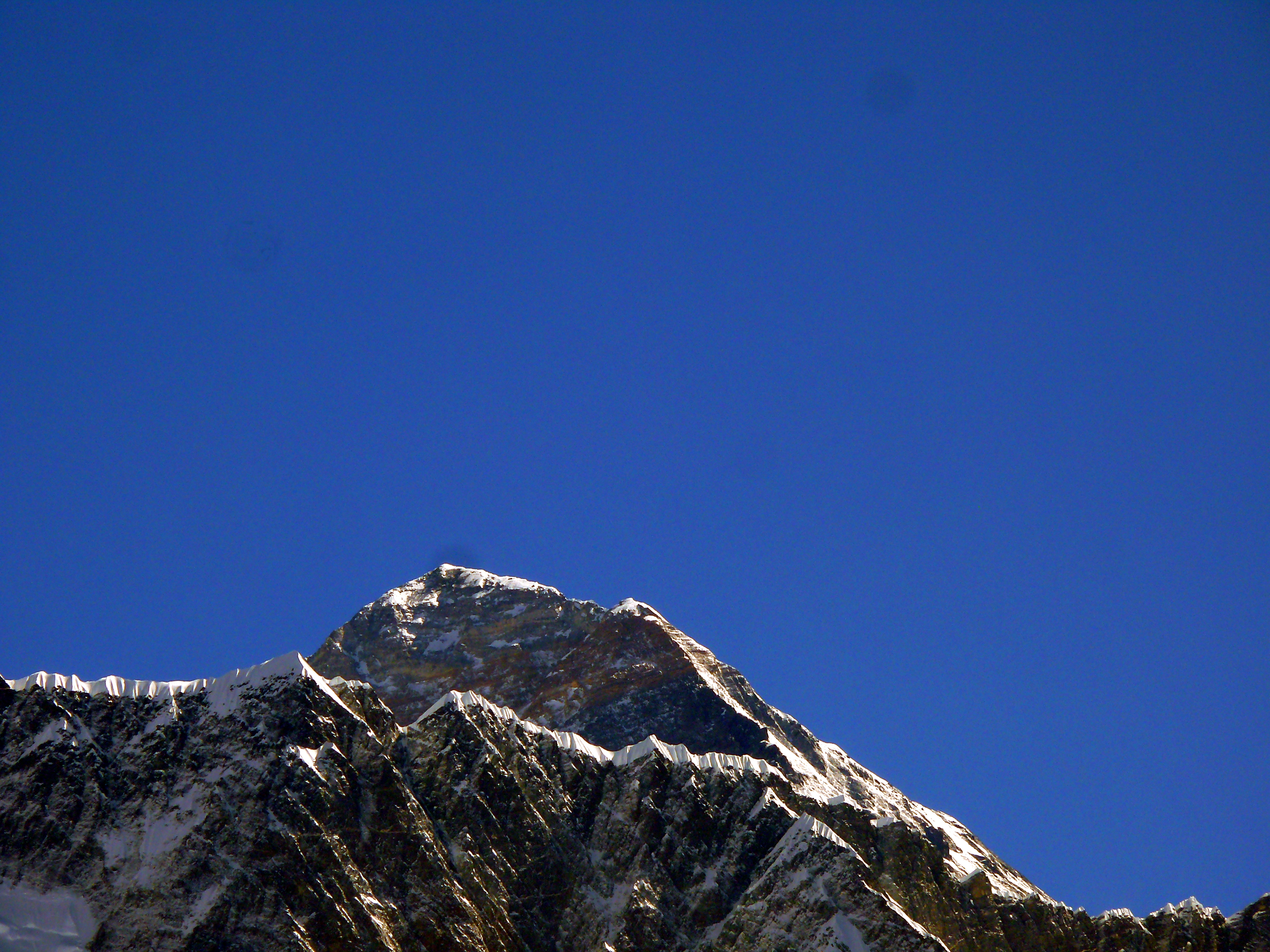
En esta vista, anterior a 2015 del monte Everest, el punto culminante es la cumbre; a la derecha de la cumbre, la cresta suroriental desciende hasta el paso Hillary, y luego se eleva hasta la cumbre Sur. La banda amarilla es su característica geológica que se extiende a través de la montaña.

El paso Hillary era una cara casi vertical de roca con una altura de cerca de 12 metros situada arriba en el monte Everest en aproximadamente 8790 metros sobre el nivel del mar. Estaba situada en la cresta sureste, a medio camino entre la «cumbre sur» y la cumbre verdadera, y era el último desafío verdadero antes de alcanzar la cima de la montaña vía la ruta del sudeste. El nombre del paso es un homenaje a sir Edmund Hillary, la primera persona, junto con Tenzing Norgay, en escalarlo en el camino a la cumbre.
El paso era conocido como la parte más difícil desde el punto de vista técnico de la típica escalada al Everest desde Nepal. En algunas temporadas de escalada después de fuertes nevadas, la roca podía ser cruzada con escalada de nieve/hielo. Subir el paso Hillary implicaba el riesgo de una caída de 3048 m a la derecha (al subir) y una caída de 2438 m a la izquierda. Fue en este lugar donde Anatoli Bukréyev encontró un cuerpo colgado de cuerdas en la base del paso, tal y como fue relatado por su libro The Climb. Una expedición señaló que escalar este paso era «agotador», pero ofrecía cierta protección contra los elementos. El ascenso sin ayuda del paso Hillary estaba calificado como una escalada en roca clase 4, con una altitud de casi 29,000 pies.
Cuando Hillary y Tenzing subieron por primera vez el paso Hillary el 29 de mayo de 1953, subieron la grieta entre la nieve y la roca. Hillary informó que la nieve en el paso era más difícil que en la elevación más baja.
En años posteriores el ascenso y la pendiente sobre el paso se hacían generalmente con la ayuda de cuerdas fijas, generalmente colocadas allí por el primer equipo ascendente de la temporada. Con el aumento del número de personas subiendo la montaña, el paso se convirtió con frecuencia en un cuello de botella, obligando a los escaladores a esperar cantidades significativas de tiempo para su turno en las cuerdas, que derivaba en problemas para conseguir que los escaladores se movieran eficientemente arriba y abajo de la montaña. Sólo un alpinista a la vez podría atravesarlo. En una buena situación de escalada, se trataba de una subida de dos horas desde la cumbre Sur hasta el paso Hillary, una o dos horas para subir al acantilado, y luego otros 20 minutos desde la cima del paso Hillary hasta la cumbre del monte Everest.
Se sospechó en 2016 que el terremoto de Nepal de abril de 2015 había alterado el paso Hillary, pero había tanta nieve que no estaba claro si había cambiado realmente. Fue confirmado en mayo de 2017 por escaladores, incluyendo el líder profesional de la expedición de alta altitud y el seis veces escalador del Everest, Tim Mosedale, que «el paso Hillary ya no está».
Antes del 2015, la secuencia de descenso a lo largo de la arista Sudeste del Everest era la siguiente:
- Cima del Everest
- Pendiente final a la cima
- Paso Hillary (roca escarpada de 12 m / 40 pies)
- Travesía de la cornisa (arista de cuña de roca)
- Cumbre Sur
- El Balcón (a 8380 m / 27,500 pies)[4][20]